# Sibine blanda
Sibine blanda är en fjärilsart som beskrevs av Dyar 1935. Sibine blanda ingår i släktet Sibine och familjen snigelspinnare. Inga underarter finns listade i Catalogue of Life.